# Шибеник (фільм)
«Шибеник» — кінофільм режисерки Селіни Ск'ямми, що вийшов на екрани в 2011 році.
У березні 2016 року фільм увійшов до рейтингу 30-ти найвидатніших ЛГБТ-фільмів усіх часів, складеному Британським кіноінститутом (BFI) за результатами опитування понад 100 кіноекспертів, проведеного до 30-річного ювілею Лондонського ЛГБТ-кінофестивалю BFI Flare.

## Зміст
Сім'я Лори переїхала на нове місце проживання в околицях Парижа. Лорі всього десять. Інша обстановка, нові однолітки, ще не звичні форми спілкування, ставлять перед тямущою крихіткою нелегке завдання адаптуватися тут і зараз. Як захисний засіб, вона приймає образ хлоп'яти-шибеника і в такій подобі починає «проростати» в новому середовищі. У природі теж так буває: спочатку горбик в асфальті, потім тріщина, а потім і соковитий паросток, неприборкно тягнеться до сонця.

## Ролі
| Актор           | Роль |
| --------------- | ---- |
| Зої Херан       | -    |
| Мелоні Левана   | -    |
| Жанна Діссон    | -    |
| Софі Каттані    | -    |
| Матьє Демі      | -    |
| Райан           | -    |
| Йохан Веро      | -    |
| Ной Веро        | -    |
| Чейєн Лене      | -    |
| Крістель Барасу | -    |

## Знімальна група
- Режисер — Селін Ск'ямма
- Сценарист — Селін Ск'ямма
- Продюсер — Бенедикт Кувру, Ремі Бура
- Композитор — Жан-Батист Де Лоб'є